# Morales-Sanchez
Morales-Sanchez – jednostka osadnicza w Stanach Zjednoczonych, w stanie Teksas, w hrabstwie Zapata.